# Coats Bend (Alabama)
Coats Bend es un lugar designado por el censo ubicado en el condado de Etowah en el estado estadounidense de Alabama. En el año 2010 tenía una población de 1394 habitantes.

## Geografía
Coats Bend se encuentra ubicado en las coordenadas 34°4′39″N 85°52′27″O / 34.07750, -85.87417.